# Testudo graeca
 (mars 2016).
Si vous disposez d'ouvrages ou d'articles de référence ou si vous connaissez des sites web de qualité traitant du thème abordé ici, merci de compléter l'article en donnant les références utiles à sa vérifiabilité et en les liant à la section « Notes et références ».
Espèce
Statut de conservation UICN

 VU A1cd : Vulnérable
Statut CITES
Testudo graeca est une espèce de tortues de la famille des Testudinidae. En français elle est appelée tortue mauresque ou tortue grecque.

## Dénominations
Son nom spécifique, graeca, vient de sa présence en Grèce, d'où ont été décrits les premiers spécimens[réf. nécessaire]. La tortue mauresque est également appelée tortue grecque par Linné en référence au dessin "en frise grecque" de sa carapace, et non à son origine.[réf. nécessaire]

## Caractéristiques
La tortue mauresque (Testudo graeca) est souvent confondue à tort avec la tortue d'Hermann (Testudo hermanni) et la tortue de Horsfield (Testudo horsfieldii).
La description des taxons de l'espèce Testudo graeca répond obligatoirement aux critères communs suivants :
- répondre d'abord aux critères phénotypiques du genre Testudo
- supracaudale non divisée
- sillon abdomino-fémoral du plastron légèrement articulé (sauf chez certaines Testudo graeca soussensis)
- taches plastrales soit absentes, soit présentes mais alors de façon radiale et essentiellement concentrées sur les plaques abdominales
- absence d'éperon corné à l'extrémité caudale
- un (et un seul) tubercule corné présent sur chaque fessier
- 5 doigts (et griffes) aux pattes antérieures, 4 doigts (et griffes) aux pattes postérieures

Certains spécimens peuvent ne pas répondre à 1 critère parmi ces 7. Lorsqu'au moins 6 de ces 7 critères sont présents, la diagnose indique un spécimen du groupe taxonomique Testudo graeca.
Elles peuvent mesurer jusqu'à 30 cm et peser 4 kg.

## Écologie et comportement

### Alimentation
Les tortues terrestres du genre Testudo sont principalement végétariennes (phytophages). Dans la nature, elles ont un régime souvent très diversifié et principalement herbivore, mais aussi folivore et frugivore (le poids des fruits ne doit pas dépasser 10 % du poids total de la ration hebdomadaire). Elles se nourrissent de tiges, de feuilles, de fleurs, de bourgeons, de fruits et de fragments d'écorces. En période d'activité, elles se nourrissent tous les jours et ingèrent plusieurs petits repas au cours de la journée, essentiellement dans un comportement crépusculaire et surtout le matin. Dans les endroits agricoles, elles se nourrissent de quelques fruits et plantes cultivées. Elles complètent leur régime par quelques rares invertébrés (vers, escargots) et des fèces.
Contrairement à une idée répandue, la tortue ne trouve quasiment rien à manger dans du gazon. Le gazon est d'ailleurs un sol interdit aux tortues (toutes les tortues), en raison de la forte rétention en eau de cette herbe et de sa différence de température importante avec la terre, l'absorption thermique du gazon étant très importante, provoquant de nombreuses pathologies respiratoires et pathologies dermiques du plastron notamment chez toutes les espèces et sous-espèces du groupe graeca. Testudo graeca et toutes ses déclinaisons, qu'elle soit d'Afrique du nord, du Proche-Orient ou des bords de la mer Noire, est d'ailleurs une tortue qui dans la nature vit exclusivement sur un sol entièrement nu parsemé de simples broussailles. Ce sol est même proche de la nudité totale dans la quasi-totalité du Maroc et dans les steppes centrales de la Tunisie.
Le régime alimentaire des tortues terrestres doit comporter environ 90 % de végétaux et 10 % de fruits. Il doit être globalement pauvre en matières grasses et en protéines. En revanche, il doit être riche en minéraux (avec deux fois plus de calcium que de phosphore (le déséquilibre phosphocalcique chez les tortues est un des trois principaux facteurs de dystrophie hypertrophique, une maladie osseuse très grave). Il doit encore être riche en fibres, en oligo-éléments, en eau et en vitamines (notamment en vitamine A). Voici une liste d’aliments adaptés à l’alimentation des tortues terrestres : feuilles et fleurs de pissenlit, endives, romaine, cresson, luzerne, feuilles et fleurs de trèfle, chou (parties vertes uniquement, éviter toutes les parties blanches), épinards (en petite quantité), kiwi, mangue, papaye, figue fraîche, orange, céleri en branches, blettes, feuilles de betterave, feuilles de brocoli (éviter les fleurs), feuilles de navet, feuilles et fleurs d'hibiscus, feuilles de mûrier, cactées et plantes grasses.

### Mode de vie

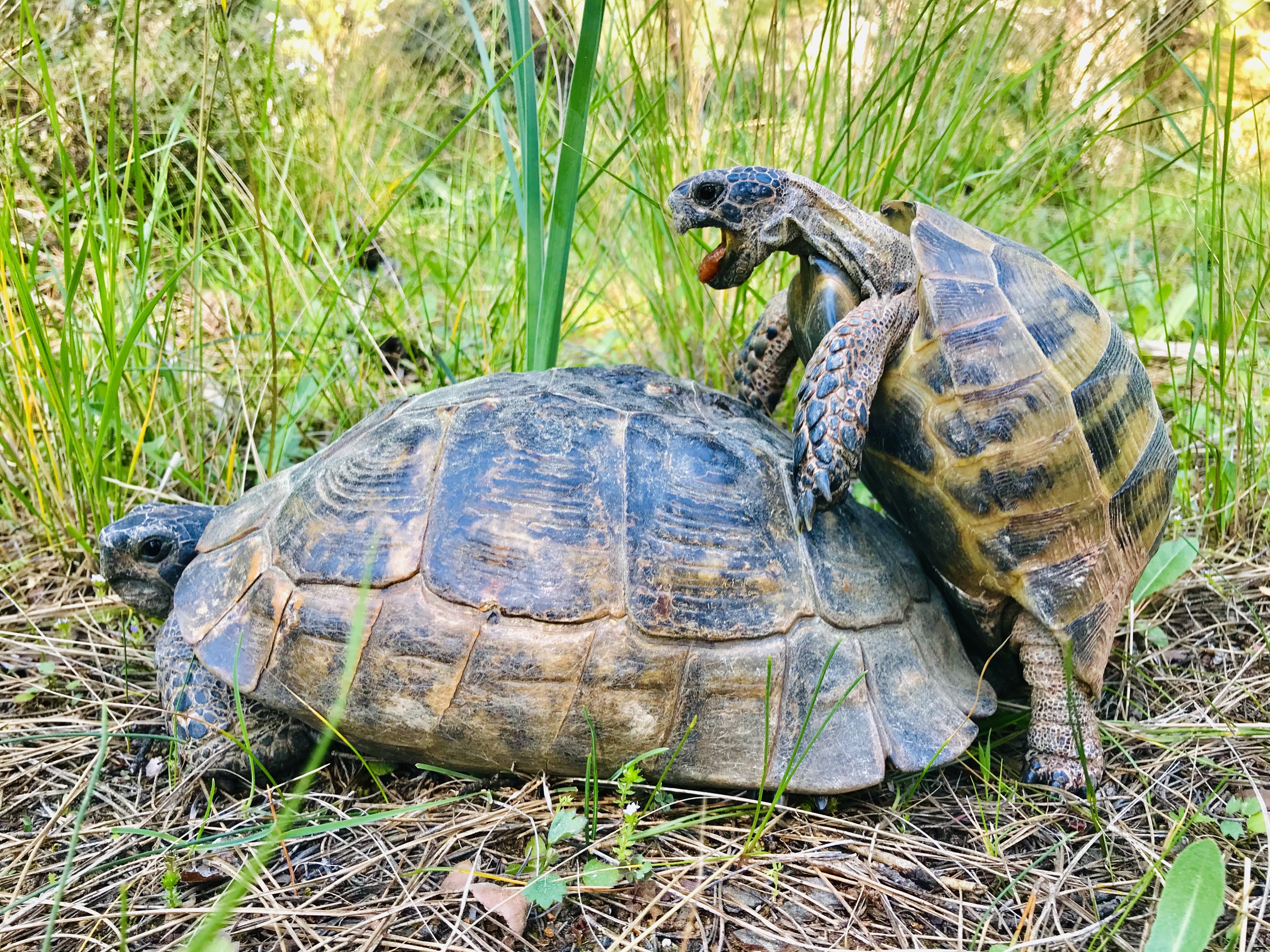
Un couple s'accouple à Izmir, en Turquie

La Tortue grecque vit dans des milieux arides et son alimentation est parfois réduite à quelques végétaux : chardons, luzerne et jeunes pousses. Certaines populations hibernent dans les milieux d'altitude (Moyen-Atlas), mais le plus souvent ces tortues estivent pendant les mois chauds, cachées sous des buissons ou dans des anfractuosités. Les mâles sont souvent agressifs et s'affrontent âprement en période de reproduction. Les préludes aux accouplements se déroulent au tout début du printemps et après les rares pluies d'automne. Le mâle poursuit la femelle, la mord violemment aux pattes ou au cou, tourne autour d'elle pour l'immobiliser et se juche sur sa dossière. Le dimorphisme sexuel est très marqué chez cette espèce, surtout au niveau de la taille : le mâle est plus petit que la femelle (15 cm contre 30 cm) et l'on voit souvent de très petits mâles s'accoupler avec de bien plus grosses femelles. Les pontes se déroulent d'avril à juin. Trois pontes sont fréquentes avec un record de cinq pour une même femelle. Chaque ponte compte une douzaine d'œufs au maximum avec une moyenne de 7 œufs.
Cette espèce est créditée d'une longévité exceptionnelle, mais uniquement en captivité : en Angleterre une tortue a vécu jusqu'à 120 ans. À la naissance, les jeunes tortues sont souvent grisâtres et prennent ensuite une coloration plus contrastée jaune noirâtre. Très âgées, les tortues grecques peuvent présenter alors une carapace « blanche » qui ne reflète en aucune manière un handicap ou une maladie.

### Comportement
Les tortues sont des animaux ectothermes, c'est-à-dire que leur température corporelle est intimement dépendante de la température ambiante, leur physiologie ne disposant pas de système régulateur thermique interne. Ce sont par ailleurs des animaux poïkilothermes, c'est-à-dire dont les performances de l'activité métabolique sont dépendantes de la température suivant une fonction appliquant la loi de Poisson. Les fonctions métaboliques optimales sont acquises au sommet de la courbe graphique de la loi de Poisson (températures en abscisses, performances métaboliques en ordonnées) affectant la traditionnel forme « en chapeau de gendarme ». La température optimale pour le métabolisme poïkilotherme est appelée « température moyenne préférentielle » (TMP). Mais cette température moyenne préférentielle ne doit en aucun cas être maintenue de façon constante, car les différentes étapes nycthémérales du métabolisme poïkilotherme exigent des variations fluctuantes centrées sur cette TMP mais d'amplitude importante suivant les heures du jour et de la nuit.
Par ailleurs si la température augmente trop fortement, les fonctions vitales de l'organisme poïkilotherme vont s'accélérer dangereusement... pouvant aller jusqu’à la mort de l'animal. Pour éviter cette situation, l'animal s'enterre dans un sol frais pour une période d'estivation.A contrario, si la température baisse de façon trop importante, les fonctions vitales de l'organisme poïkilotherme vont être mises progressivement au repos pour économiser toute dépense énergétique. Repos qui peut aller jusqu'à l'hibernation... si l'espèce est adaptée à l'état physiologique d'hibernation par son passé évolutif (ce qui n'est pas le cas des Testudo graeca du Maghreb, contrairement aux Testudo graeca du plateau iranien, de Turquie, de Géorgie, de l'Est de la Grèce et de la Roumanie).
Il est préférable que toute variation de température du milieu ambiant soit douce et régulière. Une variation brutale provoque un choc thermique, avec risque important de mort soudaine par tachycardie en cas d'élévation brutale de la température ou par bradycardie en cas de chute brutale de la température.
D'une façon générale, les tortues ont donc des comportements différents en fonction des températures :
- À moins de 12 °C, les tortues des taxons du Maghreb, de Libye, d'Égypte et de la vallée du Jourdain entrent en dormance hivernale, mais dans un état physiologique qui est différent de l'hibernation, contrairement aux taxons roumains, turcs, géorgiens, irakiens et iraniens, qui, eux, entrent dans un réel état physiologique d'hibernation comprenant une modification de la formulation sanguine, une absence de respiration pulmonaire (remplacée par une faible captation dermique et osseuse de l'oxygène), et une modification totale des ressources énergétiques (notamment glycogène et oxygène) cellulaires pour la synthèse de l'ATP. Cette très grave confusion entre l'hibernation réelle (de Testudo hermanni par exemple) et la dormance de type brumation des tortues nord-africaines est à l'origine de la majorité de la mortalité des tortues de taxons maghrébins (90 % de la mortalité de ces tortues) ! Même nées en captivité bien entendu puisque l'adaptation évolutive ne concerne jamais un animal mais la transmission progressive de caractères héréditaires dans une longue lignée au sein de l'espèce.
- Entre 12 et 17 °C, la tortue est en demi-sommeil plus ou moins léger.
- Entre 17 et 25 °C, la tortue s’active.
- Entre 25 et 32 °C, la tortue est très vive et son métabolisme est en pleine activité.
- Entre 32 et 38 °C, la température monte dangereusement et la tortue estive.
- Au-delà de 38 °C, la tortue est en grand danger.

## Habitat et répartition

Distribution

## Classification

### Taxinomie
Actuellement, la systématique de Testudo graeca est en pleine discussion. La classification la plus largement admise et utilisée des tortues de terre du genre Testudo est celle largement fondée sur les travaux de Robert Mertens (1946) et Mertens & Wermuth (1961). Cette classification a été confirmée par Obst et Meusel (1963 et 1978), Pritchard (1979) Chkhkvadze (1970), Mlynarski (1969), Romer (1956), Gaffney (1975) et Williams (1950). Elle constitue une référence fiable pour les travaux les plus courants.
Depuis une dizaine d’années, de nombreux auteurs estiment que les taxons zarudnyi, ibera, et terrestris identifiés par Mertens en 1946 et encore actuellement considérés comme sous-espèces, devraient être élevés au rang d'espèces. Cette discussion dépasse largement le cadre de ces tortues, le concept d'espèce étant de plus en plus remis en cause dans la zoologie moderne. D’autres spécialistes comme Kuyl en 2002, suivent la classification de Mertens en ne reconnaissant que quatre sous-espèces : T. g. graeca d’Afrique du Nord, T. g. ibera de Roumanie, Turquie, Iran, Irak et Russie, T. g. terrestris de Libye, Israël, Égypte et Syrie, T. g. zarudnyi du plateau central iranien et d'Afghanistan. Certains auteurs comme Pieh ou Highfield ont proposé de nombreuses nouvelles sous-espèces. Les propositions si elles sont reprises par Catalogue of Life, ITIS et Species2000 (bases taxonomiques sur lesquelles se fonde la Communauté européenne) ont malgré tout été refusées par certains auteurs. Seule une étude moderne s'appuyant sur des tests génétiques pourra nous renseigner sur ce sujet.
De nombreux auteurs ont étudié principalement des différences morphologiques et chromatiques (phénotypes) et ont publié leurs travaux dans des revues parfois confidentielles. Il convient donc de rester extrêmement prudent face à cette prolifération récente de nouveaux noms.

### Liste des sous-espèces
Selon TFTSG (27 juin 2011) :
- Testudo graeca armeniaca Chkhikvadze & Bakradse, 1991 - Arménie, Azerbaïdjan, Géorgie, Iran, Russie et Turquie
- Testudo graeca buxtoni Boulenger, 1921 - Azerbaïdjan, Iran, Irak et Turquie
- Testudo graeca cyrenaica Pieh & Perälä, 2002 - Libye
- Testudo graeca graeca Linnaeus, 1758 - Maroc, Algérie, Tunisie et Libye
- Testudo graeca ibera Pallas, 1814 Arménie, Azerbaïdjan, Bulgarie, Géorgie, Grèce, Kosovo, Macédoine, Roumanie, Russie et Turquie
- Testudo graeca marokkensis Pieh & Perälä, 2004 - Maroc
- Testudo graeca nabeulensis (Highfield, 1990) - Tunisie et Libye
- Testudo graeca soussensis Pieh, 2001 - Maroc
- Testudo graeca terrestris Forskål - Iran, Irak, Israël, Jordanie, Liban, Syrie et Turquie
- Testudo graeca zarudnyi Nikolski, 1896 - Iran

L'espèce se décompose en 2010 en dix sous-espèces réparties sur 3 continents à environnements géologiques, pédologiques et climatologiques différents. De nouvelles sous-espèces sont régulièrement proposées dans des monographies et descriptions. Souvent il s'agit en fait de populations affectées d'un cline, première étape vers un possible futur nouveau clade. Par ailleurs la plupart des sous-espèces sont considérées (pour certaines probablement à juste titre) comme véritables espèces par certains auteurs des descriptions et des études phylogénétiques.
Il est fort probable qu'on assiste là à un groupe taxonomique paraphylétique. L'avenir le dira par la comparaison exhaustive des génomes.

## Relations avec l'espèce humaine

### Statut écologique
En Afrique du nord, les Testudo graeca ont été sévèrement épuisées de la majorité de leurs habitats, surtout au Maroc, en Tunisie et dans le nord-ouest de l'Algérie où certaines populations de Testudo graeca graeca ont quasi totalement disparu car elles restent soumises à un fort taux de ramassage pour ventes illégales dans les souks des villes, et ce sous l'œil totalement indifférent des autorités et des agents circulant dans les souks. Il est difficile de fournir des données précises sur la démographie des populations restantes, la raréfaction devenant dramatique dans de nombreuses vallées.
En ce qui concerne les Testudo graeca terrestris de la vallée du Jourdain et de la Syrie, on dispose encore de peu d’informations mais qui ne sont là encore guère rassurantes. En effet les derniers rapports israéliens rapportent que cette tortue subit des dégradations liées au développement humain mettant en péril le devenir de cette dernière par la fragmentation de son habitat en raison de l'extension des zones cultivées et habitées.
En ce qui concerne la Testudo graeca ibera présente en Géorgie et en Turquie, elle reste très répandue en Turquie centrale et occidentale où elle n’est nullement en danger, peut-être grâce à son statut de porte-bonheur, mais surtout en raison d’une exploitation commerciale beaucoup plus tardive que celle des taxons du Maghreb. Il semblerait qu’il n’en soit pas de même dans l’est de la Turquie, région très montagneuse autour du lac de Van où les Testudo graeca ibera seraient plutôt proches de l’extinction comme en Géorgie.
En ce qui concerne les Testudo graeca zarudnyi, leur aire de répartition étant essentiellement l'Irak et l'Iran, on dispose de trop peu de données sur leur statut démographique et écologique.

### Historique
L'importation légale des tortues méditerranéennes en Europe a commencé à partir de 1890 et ce commerce légal s’est arrêté en 1984.
La plupart de ces tortues était des tortues méditerranéennes et plus précisément des Testudo graeca graeca, Testudo graeca marokkensis et Testudo graeca soussensis d'Afrique du Nord. De toutes les tortues terrestres, peu ont été aussi fortement pillées dans la nature que celles d’Afrique du Nord. Il est difficile d'estimer des chiffres précis mais la CITES indique que c’est par dizaines de millions que ces animaux ont été prélevés (et le sont toujours de manière illégale aujourd'hui) de leur milieu sauvage sur plus d’un siècle. On estime que pour le seul Royaume-Uni, les importations d'animaux de ces trois taxons sur cette période seraient au-dessus de 10 millions.
Au tout début, le commerce n'était pas étendu et les tortues étaient des curiosités rares. La plupart de ces animaux étaient apportés en Europe individuellement, ou tout au plus en très petites quantités, par des marins.
On commence à trouver des traces d’importation commerciale en Angleterre vers 1886 et en France vers 1894 avec les premières expéditions d’Alger vers Marseille. Ces malheureuses créatures étaient attrapées dans leur pays d'origine, bourrées dans des caisses, des sacs et expédiées vers des animaleries, des marchés dans l'ensemble de l'Europe. Beaucoup étaient morts durant le voyage et d'autres arrivaient malades, blessés ou affaiblis.
Au début du XXe siècle, les tortues exportées se comptaient annuellement par milliers et au milieu de ce siècle par centaines de milliers. Le seul sursis pour les tortues s'est produit pendant la Deuxième Guerre mondiale quand les exportations ont cessé temporairement. Après la Deuxième Guerre mondiale, les stocks en Afrique du Nord diminuant, on se tourna également vers les tortues du Var, de Corse, d'Italie, des Balkans et d’Europe de l’Est, plus robustes comme Testudo hermanni, }Testudo hermanni boettgeri, Testudo graeca ibera, Testudo marginata et Testudo horsfieldii.
En 1969, Lambert rapporte que plus de 300 000 tortues étaient exportées tous les ans du seul Maroc vers la Grande-Bretagne dans la période d’après-guerre. On peut penser que les mêmes quantités ont été extraites à partir de l'ensemble Algérie, Tunisie, Libye. Entre 1965 et 1976, on estime que la France importait des quantités massives de Testudo sensu lato (hermanni, graeca, marginata, horsfieldii...) à raison de 120 000 à 150 000 spécimens par an, quitte à détruire les tortues non vendues comme ce fut le cas en 1972 à Marseille où 5 tonnes de Testudo horsfieldii furent concassées (vivantes !) pour la fabrication d'aliment de bétail. La France aurait même importé 700 000 Testudo graeca et Testudo hermanni pour la seule année 1979. Il y avait la même demande de tortues dans l'ensemble de l'Europe avec l'Allemagne, les Pays-Bas et bien d'autres pays de la Communauté européenne. Tous ces pays européens ont annuellement importé des centaines de milliers de tortues sauvages, épuisant de ce fait de façon drastique les populations sur le terrain, et menant toutes ces espèces au statut d'espèces en voie de disparition.
Pendant cette période il n'y avait absolument aucune tentative pour protéger ces animaux considérés comme des produits de consommation et de loisir.
Étant trop lourdes pour le fret aérien (3 000 tortues pèsent environ une tonne), elles étaient transportées par bateau. Le destin qui attendait ces créatures à l'arrivée était souvent épouvantable. De plus très peu de ces tortues survivent à leur première hibernation en captivité (hibernation d'ailleurs faite en dépit du bons sens, l'hiver au sens européen n'existant pas et n'ayant jamais existé au Maghreb). Blatt et Müller dans une enquête conduite en Allemagne et datant de 1974 sur des Testudo graeca ont chiffré que plus de 82 % des animaux étaient morts au bout d’une année. On estime même que seulement 10 % des animaux vendus dans les taxons maghrébins (même nés en captivité) survivent à la première année de captivité, dans la quasi-totalité des cas en raison de cette hibernation qu'on leur fait subir en dépit du bons sens. La majorité des amateurs, même certains amateurs se disant « experts », confondent totalement le mode de dormance hivernale de Testudo graeca avec celui de Testudo hermanni.
Quand le Maroc a ratifié en 1978 la Convention de Washington, le commerce de tortues s’est tourné de plus en plus vers la Turquie (Testudo graeca ibera) et la Yougoslavie (Testudo hermanni boettgeri) pour répondre à ses exigences. Par la suite, ce commerce légal s’est aussi terminé en 1984 lorsque la Communauté européenne a interdit entièrement l'importation ou n'importe quelle autre forme d'échanges des tortues méditerranéennes. Mais ce commerce se poursuit toujours, 25 ans plus tard, par le trafic illégal.

### Loi et règlementation
Le taxon Testudo graeca (et toutes ses déclinaisons) est inscrit à l'annexe II de la Convention de Washington (CITES), et est inscrit comme espèce en voie de disparition dans "Red Book" de l'UICN, et en statut "vulnérable" pour les pays suivants : Albanie, Algérie, Arménie, Azerbaïdjan, Bulgarie, Égypte, France, Géorgie, Grèce, Iran, Irak, Israël, Italie, Jordanie, Liban, Libye, Macédoine, Moldavie, Maroc, Roumanie, Russie, Espagne, Syrie, Tunisie, Turquie, Turkménistan, Ukraine, et ex.Yougoslavie.
Elle est également inscrite à l’annexe A du règlement CE n°338/97 de la Communauté Européenne relatif à la protection des espèces de faune et de flore sauvages par le contrôle de leur commerce.

## Publications originales
- Boulenger, 1921 : Description of a new land-tortoise from northern Persia. Journal of the Bombay Natural History Society, vol. 27, p. 251–252 (texte intégral).
- Chkhikvadze & Bakradse, 1991 : On the systematic position of the Recent land turtle from the Araxes Valley. Proceedings of Tbilisi University, no 305, p. 59–63 (texte intégral).
- Forskål, 1775 : Descriptiones Animalium: Avium, Amphibiorum, Piscium, Insectorum, Vermium; quae in Itinere Orientali Observavit. Post mortem auctoris edidit Carsten Niebuhr Hauniae [Copenhagen]: Mölleri, p. 1-164 (texte intégral).
- Highfield, 1990 : Tortoises of North Africa; taxonomy, nomenclature, phylogeny and evolution with notes on field studies in Tunisia. Journal of Chelonian Herpetology, vol. 1, no 2, p. 1-56 (texte intégral).
- Linnaeus, 1758 : Systema naturae per regna tria naturae, secundum classes, ordines, genera, species, cum characteribus, differentiis, synonymis, locis, ed. 10 (texte intégral).
- Pallas, 1814 : Zoographia Rosso-Asiatica. III. Animalia Monocardia seu Frigidi Sanguinis Imperii Rosso-Asiatici. Petropolis, Officina Caes. Academiae Scientiarum, p. 1-428.
- Pieh, 2001 : Testudo graeca soussensis, eine neue Unterart der Maurischen Landschildkröte aus dem Sousstal (Südwest-Marokko). Salamandra, vol. 36, no 4, p. 209–222 (texte intégral).
- Pieh & Perälä, 2002 : Variabilität von Testudo graeca Linnaeus, 1758 im östlichen Nordafrika mit Beschreibung eines neuen Taxons von der Cyrenaika Nordostlibyen). Herpetozoa, vol. 15, no 1/2, p. 3–28 (texte intégral).
- Pieh & Perälä, 2004 : Variabilität der Maurischen Landschildkröten (Testudo graeca Linnaeus, 1758 – Komplex) im zentralen und norwestlichen Marokko mit Beschreibung zweier neuer Taxa (Testudines: Testudinidae). Herpetozoa, vol. 17, no 1/2, p. 19–47 (texte intégral).